# Bundestagswahlkreis Kiel
Der Wahlkreis Kiel (Wahlkreis 5) ist ein Bundestagswahlkreis in Schleswig-Holstein und umfasst die Stadt Kiel sowie die zum Kreis Rendsburg-Eckernförde gehörigen Gemeinden Kronshagen und Altenholz.

## Geschichte
Bei den Bundestagswahlen 1949 bis 1972 hatte der Wahlkreis Kiel die Nummer 6. Seit der Bundestagswahl 1976 trägt er die Nummer 5.
Bei den Bundestagswahlen 1949 und 1953 umfasste der Wahlkreis Kiel das Gebiet der Stadt Kiel ohne die Stimmbezirke 23 und 26 bis 42 bzw. bei den Wahlen 1957 und 1961 ohne die Stadtteile Wik und Ravensberg, die an den Wahlkreis Rendsburg abgegeben wurden. Bei den Bundestagswahlen 1965 bis 1972 setzte sich der Wahlkreis aus der Stadt Kiel ohne die an den Wahlkreis Schleswig – Eckernförde abgegebenen Stadtteile Friedrichsort, Holtenau, Pries und Schilksee zusammen. Von 1976 bis 1998 schließlich entsprach der Wahlkreis Kiel auch dem gesamten Kieler Stadtgebiet. Seit der Bundestagswahl 2002 gehören zum Wahlkreis außerdem noch die zum Kreis Rendsburg-Eckernförde gehörigen Gemeinden Altenholz und Kronshagen.

## Wahlkreisabgeordnete
| Wahl | Abgeordneter | Abgeordneter       | Partei | Stimmen in % |
| ---- | ------------ | ------------------ | ------ | ------------ |
| 1949 |              | Walter Brookmann   | CDU    | 52,9         |
| 1953 | 55,6         | Walter Brookmann   | CDU    |              |
| 1957 |              | Hans-Carl Rüdel    | CDU    | 50,0         |
| 1961 |              | Fritz Baade        | SPD    | 47,0         |
| 1965 |              | Hans Müthling      | SPD    | 49,0         |
| 1969 | 54,6         | Hans Müthling      | SPD    |              |
| 1972 |              | Norbert Gansel     | SPD    | 59,4         |
| 1976 | 57,2         | Norbert Gansel     | SPD    |              |
| 1980 | 58,3         | Norbert Gansel     | SPD    |              |
| 1983 | 53,9         | Norbert Gansel     | SPD    |              |
| 1987 | 53,0         | Norbert Gansel     | SPD    |              |
| 1990 | 51,0         | Norbert Gansel     | SPD    |              |
| 1994 | 52,7         | Norbert Gansel     | SPD    |              |
| 1998 |              | Hans-Peter Bartels | SPD    | 54,9         |
| 2002 | 53,7         | Hans-Peter Bartels | SPD    |              |
| 2005 | 50,7         | Hans-Peter Bartels | SPD    |              |
| 2009 | 38,3         | Hans-Peter Bartels | SPD    |              |
| 2013 | 43,0         | Hans-Peter Bartels | SPD    |              |
| 2017 |              | Mathias Stein      | SPD    | 31,1         |
| 2021 | 29,5         | Mathias Stein      | SPD    |              |
| 2025 |              | Luise Amtsberg     | GRÜNE  | 26,0         |

## Wahlergebnisse

### Bundestagswahl 2025
| Kandidaten                                             | Kandidaten                    | Parteien/Listen     | Erststimmen | Erststimmen | Zweitstimmen | Zweitstimmen |
| Kandidaten                                             | Kandidaten                    | Parteien/Listen     | Stimmen     | %           | Stimmen      | %            |
| ------------------------------------------------------ | ----------------------------- | ------------------- | ----------- | ----------- | ------------ | ------------ |
|                                                        | Christina Marie Schubert      | SPD                 | 36.688      | 22,1        | 32.088       | 19,3         |
|                                                        | Magdalena Wanda Drewes        | CDU                 | 34.941      | 21,0        | 32.842       | 19,7         |
|                                                        | Luise Amtsberggewählt im WK   | GRÜNE               | 43.283      | 26,0        | 38.149       | 22,9         |
|                                                        | Maximilian Mordhorst          | FDP                 | 4.825       | 2,9         | 6.567        | 3,9          |
|                                                        | Hubert Pinto de Kraus         | AfD                 | 17.811      | 10,7        | 17.883       | 10,8         |
|                                                        | Tamara Ursula Katharina Mazzi | Die Linke           | 15.946      | 9,6         | 22.779       | 13,7         |
|                                                        | Frank Marcel Schmidt          | SSW                 | 7.363       | 4,4         | 6.343        | 3,8          |
|                                                        | Ove Joachim Schröter          | Die PARTEI          | 2.020       | 1,2         | 1.457        | 0,9          |
|                                                        | Jorg Böttcher                 | FREIE WÄHLER        | 777         | 0,5         | 575          | 0,3          |
|                                                        | Kim Christin Holzmann         | Volt                | 2.526       | 1,5         | 1.927        | 1,2          |
|                                                        | —                             | MLPD                | –           | –           | 61           | 0,0          |
|                                                        | —                             | BÜNDNIS DEUTSCHLAND | –           | –           | 185          | 0,1          |
|                                                        | —                             | BSW                 | –           | –           | 5.448        | 3,3          |
| Gesamt                                                 | Gesamt                        | Gesamt              | 166.180     | 100         | 166.304      | 100          |
|                                                        |                               |                     |             |             |              |              |
| Ungültige Stimmen                                      | Ungültige Stimmen             | Ungültige Stimmen   | 1.025       | 0,6         | 901          | 0,5          |
| Wähler                                                 | Wähler                        | Wähler              | 167.205     | 83,0        | 167.205      | 83,0         |
| Wahlberechtigte                                        | Wahlberechtigte               | Wahlberechtigte     | 201.504     |             | 201.504      |              |
|                                                        |                               |                     |             |             |              |              |
| Quellen: Die Bundeswahlleiterin, Kandidaten – Ergebnis |                               |                     |             |             |              |              |

### Bundestagswahl 2021
| Direktkandidat          | Partei           | Erststimmen in % | Zweitstimmen in % |
| ----------------------- | ---------------- | ---------------- | ----------------- |
| Thomas Stritzl          | CDU              | 18,3             | 15,4              |
| Mathias Stein           | SPD              | 29,5             | 26,0              |
| Maximilian Mordhorst    | FDP              | 7,4              | 10,4              |
| Luise Amtsberg          | GRÜNE            | 28,1             | 28,4              |
| Eike Reimers            | AfD              | 4,6              | 4,9               |
| Lorenz Gösta Beutin     | DIE LINKE        | 4,7              | 6,1               |
| Florian Gerd Wrobel     | Die PARTEI       | 1,9              | 1,4               |
| Christian Görtz         | FREIE WÄHLER     | 0,7              | 0,6               |
| -                       | NPD              | -                | 0,1               |
| -                       | ÖDP              | -                | 0,1               |
| Karin Zan Bi            | MLPD             | 0,0              | 0,0               |
| Björn Michel            | dieBasis         | 1,3              | 1,2               |
| Barbara Kristine Müller | DKP              | 0,1              | 0,1               |
| Paula Bianka Abramik    | du.              | 0,1              | 0,1               |
| -                       | LKR              | -                | 0,0               |
| -                       | Die Humanisten   | -                | 0,2               |
| -                       | Tierschutzpartei | -                | 1,1               |
| Frank Marcel Schmidt    | SSW              | 2,7              | 2,9               |
| -                       | Team Todenhöfer  | -                | 0,5               |
| Simon Martin Wadehn     | Volt             | 0,4              | 0,4               |
| -                       | V-Partei³        | -                | 0,1               |

Neben dem direkt gewählten Mathias Stein (SPD) konnten Luise Amtsberg (Grüne) und Maximilian Mordhorst (FDP) über ihre jeweiligen Landeslisten in den Deutschen Bundestag einziehen. Für Maximilian Mordhorst ist dies die erste Legislaturperiode im Bundestag. Mathias Stein gehört dem Bundestag bereits seit 2017 an, Luise Amtsberg seit 2013.

### Bundestagswahl 2017
| Direktkandidat(in)   | Partei        | Erststimmen in % | Zweitstimmen in % |
| -------------------- | ------------- | ---------------- | ----------------- |
| Thomas Stritzl       | CDU           | 30,5             | 26,6              |
| Mathias Stein        | SPD           | 31,1             | 23,9              |
| Luise Amtsberg       | GRÜNE         | 14,4             | 17,2              |
| Sebastian Blumenthal | FDP           | 7,5              | 11,6              |
| Maxim Smirnow        | DIE LINKE     | 7,4              | 10,3              |
| Eike Reimers         | AfD           | 6,1              | 6,9               |
| -                    | NPD           | -                | 0,2               |
| -                    | FREIE WÄHLER  | -                | 0,4               |
| Karin Zan Bi         | MLPD          | 0,2              | 0,1               |
| -                    | BGE           | -                | 0,4               |
| -                    | ÖDP           | -                | 0,2               |
| Ove Schröter         | Die PARTEI    | 2,7              | 2,1               |
| Markus Jakupak       | Neue Liberale | 0,2              | -                 |

### Bundestagswahl 2013
Die Wahl zum 18. Deutschen Bundestag fand am 22. September 2013 statt. Der Wahlkreis Kiel behielt bei der Bundestagswahl 2013 seinen bisherigen Zuschnitt unverändert bei.
| Direktkandidat(in)            | Partei                                           | Erststimmen in % | Zweitstimmen in % |
| ----------------------------- | ------------------------------------------------ | ---------------- | ----------------- |
| Hans-Peter Bartels            | SPD                                              | 43,0             | 34,7              |
| Thomas Stritzl                | CDU                                              | 33,1             | 30,3              |
| Sebastian Blumenthal          | FDP                                              | 2,1              | 5,3               |
| Luise Amtsberg                | Bündnis 90/Die Grünen                            | 10,0             | 14,1              |
| Raju Sharma                   | Die Linke                                        | 5,3              | 6,9               |
| Bastian Grundmann             | Piraten                                          | 2,5              | 2,7               |
| Helmut Lemke                  | Rentner                                          | 0,6              | 0,6               |
| Hermann Josef Andreas Gutsche | NPD                                              | 0,6              | 0,6               |
| Arne Stanneck                 | AfD                                              | 2,8              | 3,7               |
|                               | Freie Wähler                                     | -                | 0,3               |
|                               | MLPD                                             | -                | 0,0               |
|                               | Tierschutzpartei                                 | -                | 0,8               |
| Gerald Hohmann                | unabhängig – Initiative Reform Deutschlands (RD) | 0,1              | -                 |

### Bundestagswahl 2009
Bei der Bundestagswahl am 27. September 2009 waren von den 259.400 Einwohnern 200.347 wahlberechtigt, davon gingen 72,6 % zur Wahl. Das Wahlergebnis:
| Direktkandidat(in)   | Partei                                        | Erststimmen in % | Zweitstimmen in % |
| -------------------- | --------------------------------------------- | ---------------- | ----------------- |
| Hans-Peter Bartels   | SPD                                           | 38,3             | 29,6              |
| Michaela Pries       | CDU                                           | 30,1             | 25,4              |
| Lutz Oschmann        | GRÜNE                                         | 13,2             | 17,2              |
| Sebastian Blumenthal | FDP                                           | 8,6              | 13,4              |
| Cornelia Möhring     | DIE LINKE                                     | 8,3              | 9,4               |
| –                    | Piraten                                       | –                | 3,0               |
| –                    | RENTNER                                       | –                | 1,0               |
| Hermann Gutsche      | NPD                                           | 1,0              | 0,9               |
| –                    | Marxistisch-Leninistische Partei Deutschlands | –                | 0,1               |
| –                    | DVU                                           | –                | 0,1               |
| Peter von Wildenradt | unabhängig                                    | 0,6              | -                 |

Das Direktmandat gewann mit 38,3 % Hans-Peter Bartels. Über Landeslistenplatz 3 der FDP zog Sebastian Blumenthal ein, über Listenplatz 1 der LINKE.-Landesliste Cornelia Möhring.

### Bundestagswahl 2005
Bei der Bundestagswahl am 18. September 2005 waren von den 194.234 Wahlberechtigten 151.040 wählen, dies entspricht einer Wahlbeteiligung von 77,8 %. Das Wahlergebnis:
| Direktkandidat(in)            | Partei    | Erststimmen in % | Zweitstimmen in % |
| ----------------------------- | --------- | ---------------- | ----------------- |
| Hans-Peter Bartels            | SPD       | 50,7             | 41,5              |
| Philipp Murmann               | CDU       | 33,9             | 28,8              |
| Klaus Müller                  | GRÜNE     | 6,2              | 12,7              |
| Sebastian Blumenthal          | FDP       | 3,0              | 8,9               |
| Björn Thoroe                  | DIE LINKE | 4,1              | 6,0               |
| Oliver Mrozewski              | FAMILIE   | 1,2              | 1,1               |
| Hermann Josef Andreas Gutsche | NPD       | 0,9              | 0,9               |
| -                             | MLPD      | -                | 0,1               |

Das Direktmandat gewann mit 50,7 % Hans-Peter Bartels.